# Kate Brownlee Sherwood

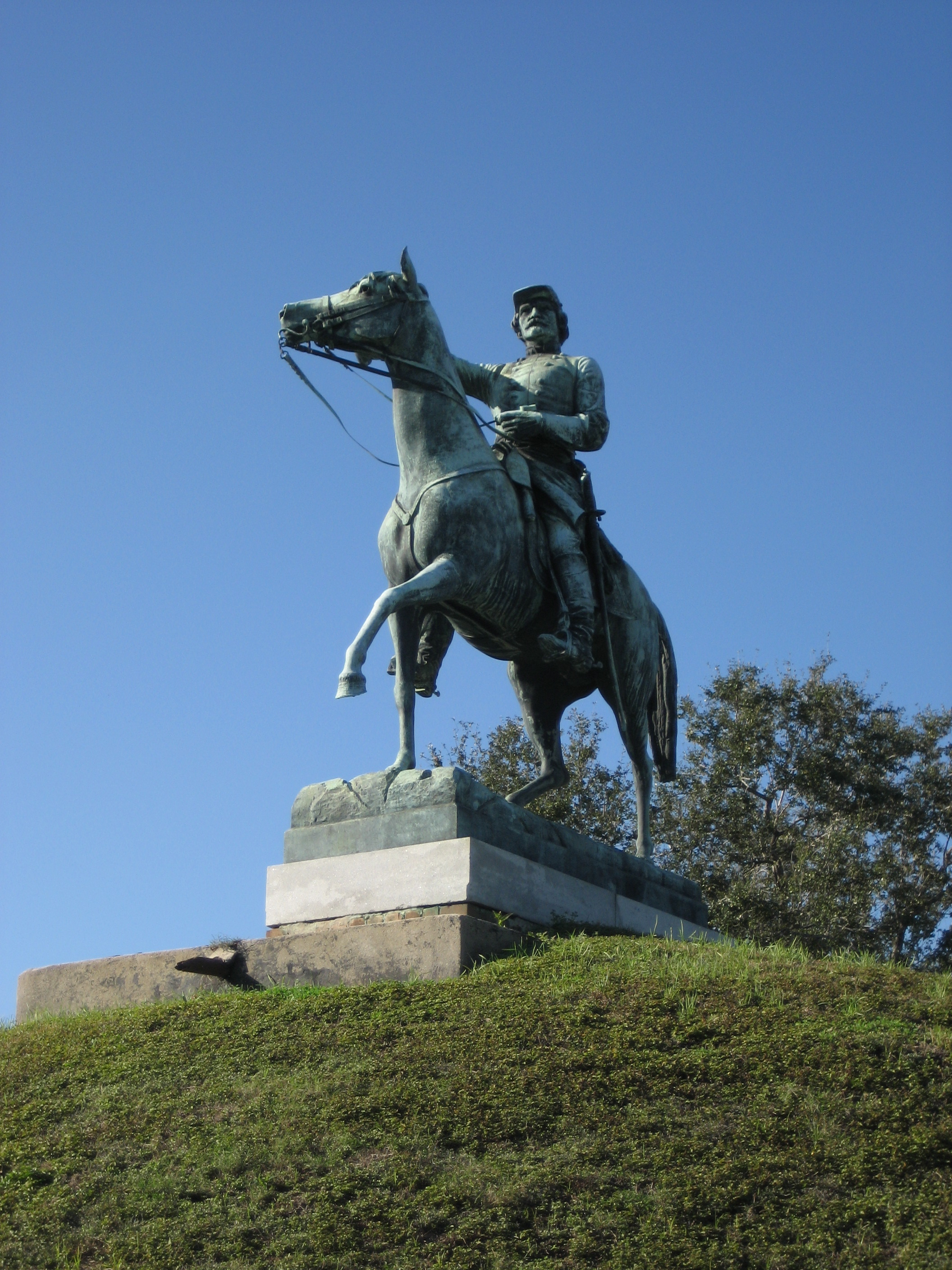
Pomnik generała Alberta Sidneya Johnstona

Kate Brownlee Sherwood (ur. 24 września 1841 w Poland, Ohio, zm. 5 lutego 1914 w Waszyngtonie) – poetka amerykańska, znana jako Poetess of the Congressional Circle.

## Życiorys
Kate Brownlee Sherwood urodziła się 24 września 1841 w miejscowości Poland położonej w Mahoning County w stanie Ohio jako Katharine Margaret Brownlee. Jej rodzicami byli sędzia James Brownlee i jego żona Rebecca. Ukończyła Poland Union Seminary. Była żoną generała i kongresmana Isaaca R. Sherwooda. Zmarła 5 lutego 1914 w Waszyngtonie.

## Twórczość
Poetka pisała wiersze, które publikowała w czasopismach. W 1885 opublikowała tomik Camp-fire, Memorial-day, and Other Poems, a w 1893 zbiorek Dreams of the Ages: A Poem of Columbia. Jej poemat Thomas at Chickamauga został włączony do antologii Clintona Scollarda Ballads of American Bravery z 1900. Inspiracją dla jej liryki była wojna secesyjna. Napisała wiersz na odsłonięcie pomnika konnego konfederackiego generała Alberta Sidneya Johnstona.
'Twas Albert Sidney Johnston led the columns of the Gray,
Like Hector on the plains of Troy his presence fired the fray;
And dashing horse and gleaming sword spake out his royal will
As on the slopes of Shiloh field the blasts of war blew shrill.
Portka tłumaczyła też z niemieckiego, między innymi wiersze Heinricha Heinego.